# Fliegergriff

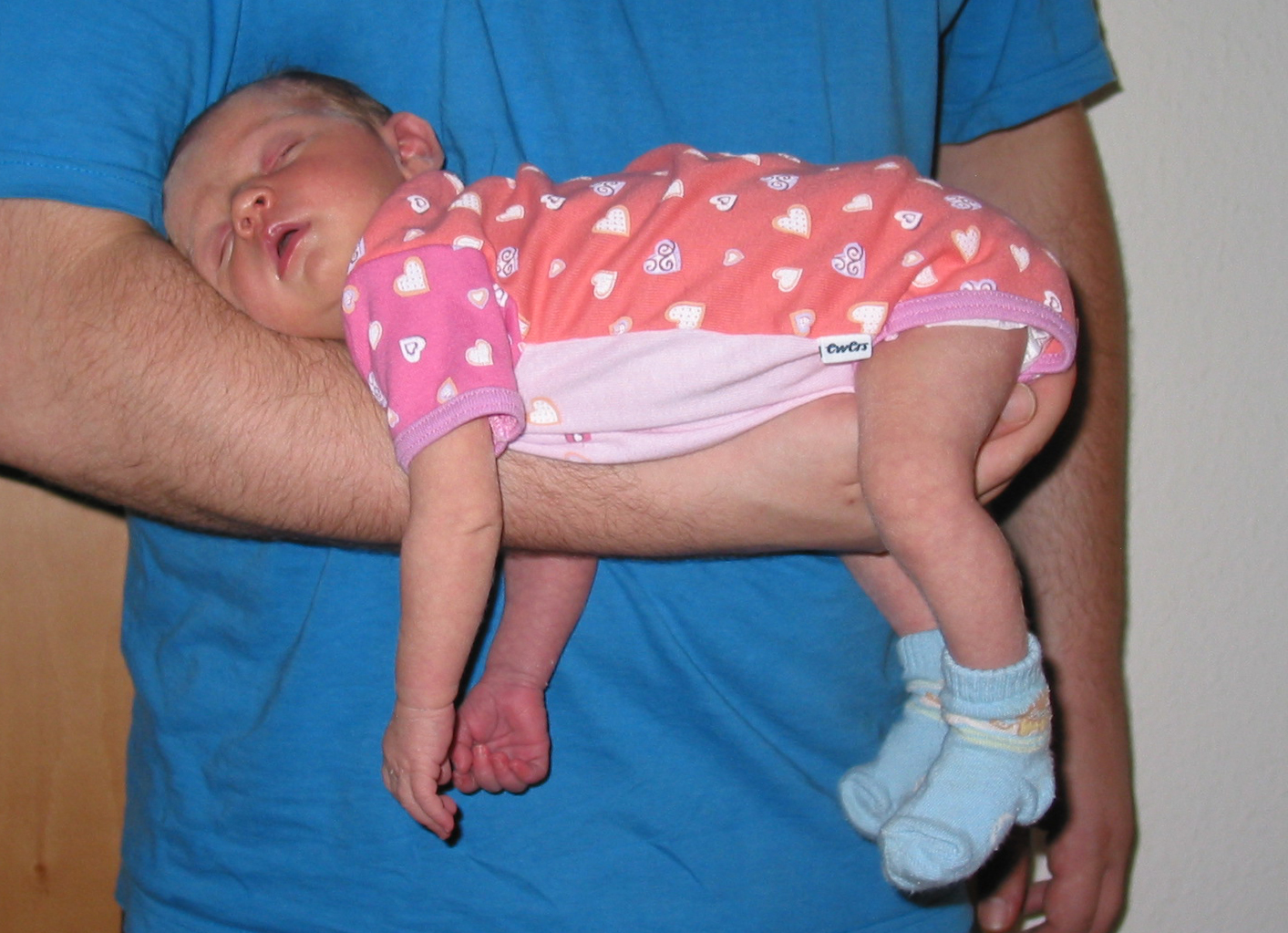
Einarmiger Fliegergriff

Der Fliegergriff ist eine Trageweise, die sich besonders für Babys mit Dreimonatskoliken eignet. Dabei liegt das Kind mit dem Bauch nach unten auf den Armen. Der Fliegergriff ist möglich mit einem oder zwei Armen, je nachdem wie stark der Träger oder wie schwer das Kind ist.

## Wirkung
Den Fliegergriff anzuwenden hilft dem Kind, die Luft im oberen Verdauungstrakt durch Druck auf den Bauch durch ein „Bäuerchen“ loszuwerden. Zusätzlich wird die Muskulatur des Nackens gestärkt und der Gleichgewichtssinn gefördert.